# Marija Arkad'evna Vjazemskaja
Marija Arkad'evna Vjazemskaja, (in russo Мария Аркадьевна Вяземская?), nata Marija Arkad'evna Stolypina (in russo Мария Аркадьевна Столыпина?) (San Pietroburgo, 9 ottobre 1819 – Tbilisi, 23 ottobre 1889), è stata una nobildonna russa.

## Biografia
Figlia maggiore dello scrittore Arkadij Alekseevič Stolypin, e di sua moglie, Vera Nikolaevna Mordvinova, figlia del conte Nikolaj Semënovič Mordvinov.
Fin da bambina, Marija era circondata da persone di talento: Nikolaj Michajlovič Karamzin, Wilhelm Küchelbecker, Aleksandr Sergeevič Griboedov, Kondratij Fëdorovič Ryleev e Michail Michajlovič Speranskij.
All'età di sei anni perse il padre. Sua madre rimase vedova con sette figli. Passavano l'inverno a San Pietroburgo e le estati al cottage vicino a Peterhof. All'età di quattordici anni perse la madre.

## Matrimoni

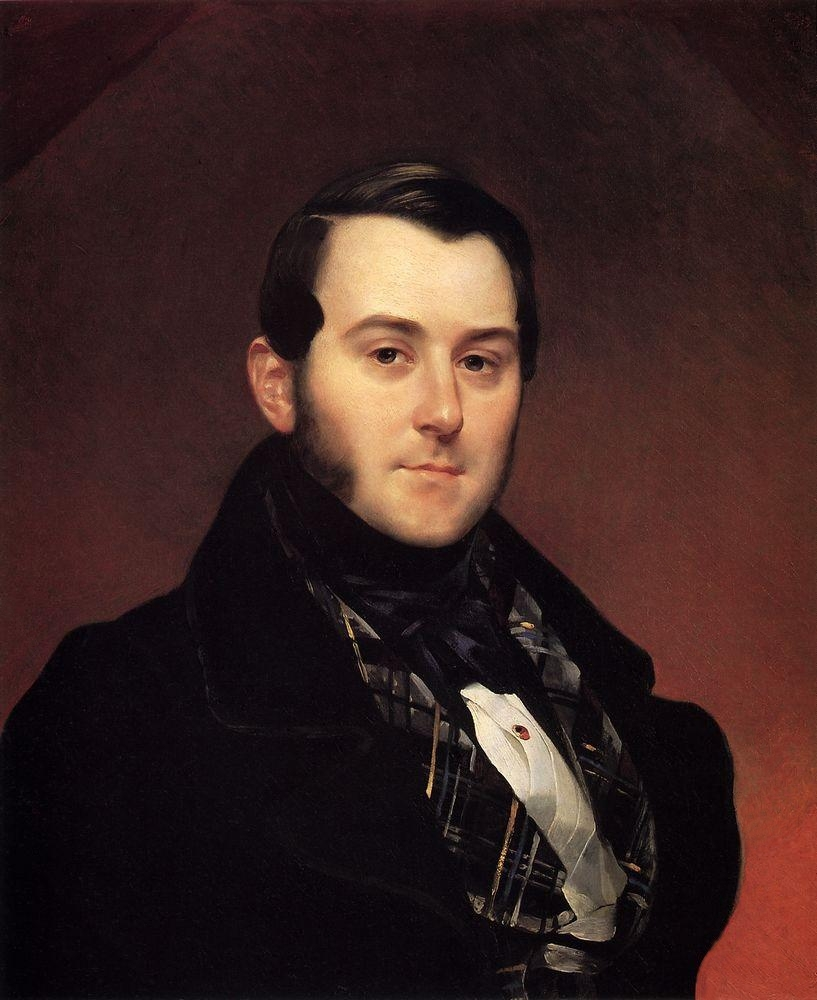
Ritratto di Ivan Aleksandrovič Beck, di Karl Pavlovič Brjullov, 1839

### Primo matrimonio
Marija sempre più bella e attraente, attirò l'attenzione della corte. L'imperatore Nicola I, un intenditore di bellezza femminile, la accolse con favore come sua damigella d'onore.
Nel 1837 divenne moglie di un ricco proprietario terriero Ivan Aleksandrovič Bek (1807-1842). Ebbero due figlie:
- Marija (3 gennaio 1839-9 maggio 1929), sposò il conte Aleksandr Nikolaevič Lamsdorf (1835-1902), ebbero un figlio;
- Vera (28 luglio 1841-16 maggio 1912), sposò il principe Dmitrij Gorčakov (1828-1907), ebbero un figlio.

Il matrimonio fu di breve durata. Ivan si ammalò e morì il 23 aprile 1842. Fu sepolto nel cimitero Lazarev Monastero di Aleksandr Nevskij.

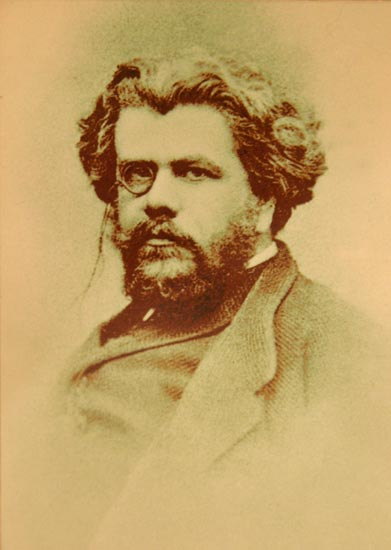
Pavel Petrovič Vjazemskij, 1860

### Secondo matrimonio
Dopo la morte del marito, Marija aveva ereditato grandi proprietà, insieme a una ricca dote ricevuta dai genitori. La sua vita era caratterizzata da balli di corte e privati.
Nel mese di maggio 1847, si recò, insieme alle figlie, a Costantinopoli, dove vivevano sua sorella Vera e suo marito. Lì Marija incontrò il principe Pavel Petrovič Vjazemskij, figlio del poeta e critico Pëtr Andreevič Vjazemskij.
Si sposarono il 17 ottobre 1848, a Costantinopoli. Ebbero tre figli:
- Ekaterina (20 settembre 1849-24 gennaio 1929), sposò il conte Sergej Dmitrievič Šeremetev, ebbero figli;
- Aleksandra (1º gennaio 1851-1929), sposò Dmitrij Sergeevič Sipjagin;
- Pëtr (5 dicembre 1854-1931).

Dopo il matrimonio la coppia si stabilì presso l'Ambasciata russa a Dere Buyuk, vicino a Costantinopoli.
Nel dicembre del 1850 suo marito venne prima trasferito all'Aia, poi a Karlsruhe ed infine a Vienna. Nel 1857 tornarono a San Pietroburgo dove Pavel assunse una nuova posizione, e Marija divenne damigella d'onore dell'imperatrice Marija Aleksandrovna, con la quale strinse una vera e propria amicizia. Nel 1870 Marija si stabilì in Germania, Svizzera e Francia.

## Morte
Morì il 23 ottobre 1889, a Tbilisi, da un attacco di cuore e fu sepolta a San Pietroburgo accanto al marito nel cimitero di Tikhvin, del Monastero di Aleksandr Nevskij.